# 톤 폴리싱
어조 논증(tone argument), 또는 톤 폴리싱(tone policing; 어조 단속)은 논증의 사실적 또는 논리적 내용 대신 그 어조를 겨냥한 일종의 인신공격으로, 개인의 주장을 기각하기 위해 사용된다. 어조 논증은 진술의 진실성이나 허위성을 무시하고 대신 그것이 표현된 감정에 초점을 맞춘다. 이는 논리적 오류인데, 개인이 화가 난 상태에서도 여전히 합리적일 수 있기 때문이다. 그럼에도 불구하고 어조 논증은 감정에 호소하는 것과 같이 그 자체로 합리적 내용이 없는 진술에 대응할 때 유용할 수 있다.
톤 폴리싱이라는 개념은 2010년대 중반까지 미국의 사회 운동가 집단에서 널리 퍼졌다. 이는 2015년 에브리데이 페미니즘 웹사이트에서 발행한 만화를 통해 광범위하게 전파되었다. 활동가들은 톤 폴리싱이 페미니스트와 인종차별 반대자들에게 정기적으로 적용되어 왔다고 주장하며, 그들이 제시한 논증 자체와 교류하기보다는 그들이 논증을 제시한 방식을 비판한다고 지적했다.
이 관점의 지지자들은 이러한 기대가 종종 남성성, 높은 교육 수준, 분리된 "합리적" 표현 양식과 연관된 특정 의사소통 방식을 선호하는 경향이 있다고 주장한다. 그들은 특정 의사소통 스타일에 대한 강조가 의도치 않게 식민지 역사, 백인 우월주의 구조, 시스젠더-이성애-가부장제, 자본주의 체제에 뿌리를 둔 기존의 사회적 불평등을 강화할 수 있다고 주장한다.
톤 폴리싱은 "그러니까"와 "음" 같은 채움말을 자주 사용하고, 발성 떨림과 올림말을 포함한 다양한 음성을 사용하는 등 자연스럽게 다양한 언어적 특성을 포함하는 개인들을 소외시킬 수 있다. 특히 사회 정의의 영역에서, 학자들과 전문가들은 종종 분노와 같은 감정의 중요성을 강조하는데, 이는 불의에 대한 개인적 경험과 자주 연관되며 사회 변화 노력에 참여하는 이들의 동기 부여 요인으로 작용할 수 있기 때문이다.
소셜 미디어 플랫폼의 확산은 온라인 토론에서 톤 폴리싱의 만연에 기여했는데, 특히 간결성과 익명성이 특징인 맥락에서 그러하다. 이러한 디지털 환경에서는 실질적인 논증보다 어조에 더 큰 초점이 맞춰진다.
심리학 연구는 톤 폴리싱의 잠재적 영향을 탐구했는데, 지속적으로 이러한 단속을 받는 개인들이 좌절감, 침묵당하는 느낌, 그리고 자기 의심을 경험할 수 있음을 시사한다. 이러한 심리적 부담은 개인들이 사회 정의 문제에 관한 대화에 적극적으로 참여하는 것을 상당히 저해할 수 있다.
또한, 교육 기관이 톤 폴리싱이 나타나는 공간이 될 수 있다는 점은 주목할 만하다. 특히 학생들이 변화를 옹호하거나 체계적 불평등에 대한 우려를 제기할 때 그러하다. 이는 학문적 환경 내의 의사소통 규범에 영향을 미칠 수 있다.

## 같이 보기
- 오류 (논리학)